# Belichting

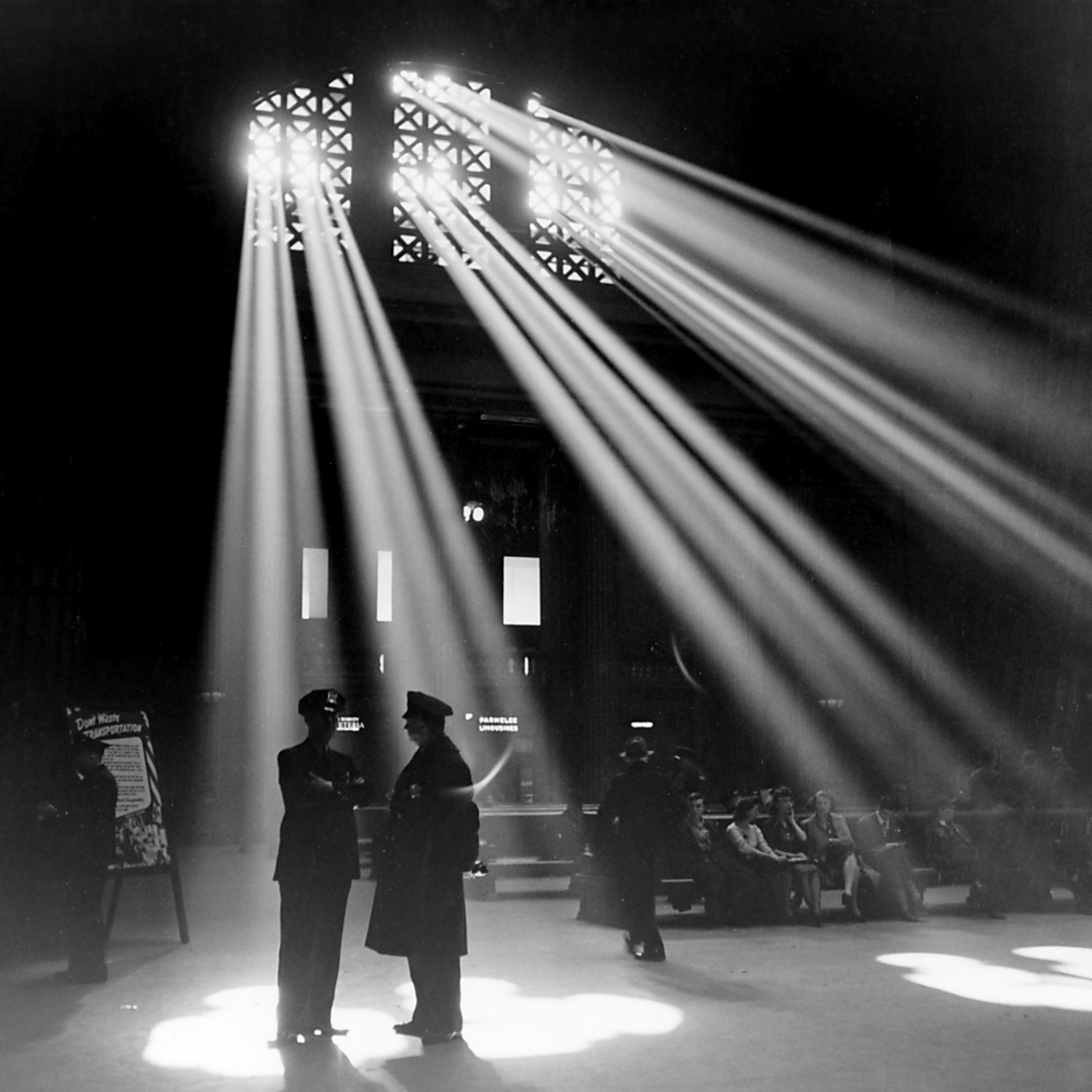
Chicago Union Station, 1943

Belichting is een term die wordt gebruikt bij fotografie, in het theater en bij de filmindustrie. Sven Nykvist, de cameraman die 22 films maakte met Ingmar Bergman drukte het belang van een lichtregie zo uit: Er wordt zelden genoeg tijd aan licht besteed. Licht is echter net zo belangrijk als de tekst van de acteurs of de aanwijzingen die ze krijgen. Het is een wezenlijk onderdeel van het verhaal en daarom is een nauwe samenwerking tussen regisseur en cameraman noodzakelijk. Licht is een schatkist: als het goed begrepen wordt, kan het een andere dimensie toevoegen aan het medium.

## Licht alsbeeldtaal
- Licht zegt iets over het tijdstip van de dag, kleur bepaalt mee de stemming.
- Een verschillende belichting geeft een ander beeld van dezelfde werkelijkheid.
- Een zijdelingse belichting zorgt voor een schaduw (dit kan diepte geven aan het beeld).
- Een lichtbron kan een andere lichtbron tegenwerken of versterken.
- Door de belichting te veranderen beïnvloeden we de kleuren en de textuur van het beeld.
- Bij sterk tegenlicht krijgen we silhouetten.
- Zonder licht geen foto-, film- of videobeeld.

## Compositie
Licht bepaalt mee de compositie van het beeld. Het richt de blik, accentueert vormen, schept sfeer. Licht is te bestuderen aan de hand van vier variabelen: bron, richting, intensiteit en kleur.
- Bron: de lichtbronnen kunnen divers zijn: de zon, een opstelling waarbij de belichting 'onzichtbaar' is, of gebruikmakend van de lichtbronnen in het decor: neon, straatverlichting, een bureaulamp.
- Richting: frontaal, van opzij, van boven, van onder, van achter.
- Intensiteit: zware en scherpe schaduwen zijn afkomstig van hard licht, een diffuser beeld ontstaat bij zacht licht. Het spel van licht en schaduw accentueert of verdoezelt contrasten.
- Kleur: kleur of de afwezigheid ervan (zwart/wit) beïnvloedt de sfeer, de emotie, het begrip van het verhaal. Daarom wordt bij daglichtopnames vaak belichting toegepast. HMI lampen met een hoge kleurtemperatuur geven een licht dat vrij blauwig is. Gloeilampen daarentegen zijn gelig en hebben een lage kleurtemperatuur. De kleurtemperatuur van zonlicht is niet constant maar varieert met de schaduwlengte. Hoe korter de schaduw hoe hoger de kleurtemperatuur (blauwer), hoe langer de schaduwen, hoe lager en hoe geler.

## In de fotografie
In de fotografie wordt belichting vaak als "uitlichting" aangeduid, de "belichting" is de totale hoeveelheid licht die op het gevoelige materiaal of de beeldsensor valt. Deze belichting is afhankelijk van de helderheid van het onderwerp, het diafragma, de belichtingstijd en de filmgevoeligheid (ISO-waarde) van de film. Het zone-systeem is een methode om deze parameters op een gestructureerde manier om te zetten in de foto die de maker voor ogen had.

## In het theater
De kunst van belichting is het zorgen voor voldoende licht van de juiste intensiteit, van de juiste kleur op de juiste plaats. Dit laatste is in het theater van belang, omdat het daar niet alleen zaak is dat er genoeg licht op de juiste plaats is, maar ook dat het elders donker is, zodat de aandacht van het publiek komt waar het bedoeld is.

## Themaparken
In themaparken speelt belichting een belangrijke rol vooral in darkrides en donkere achtbanen.